# Clavius (cráter)

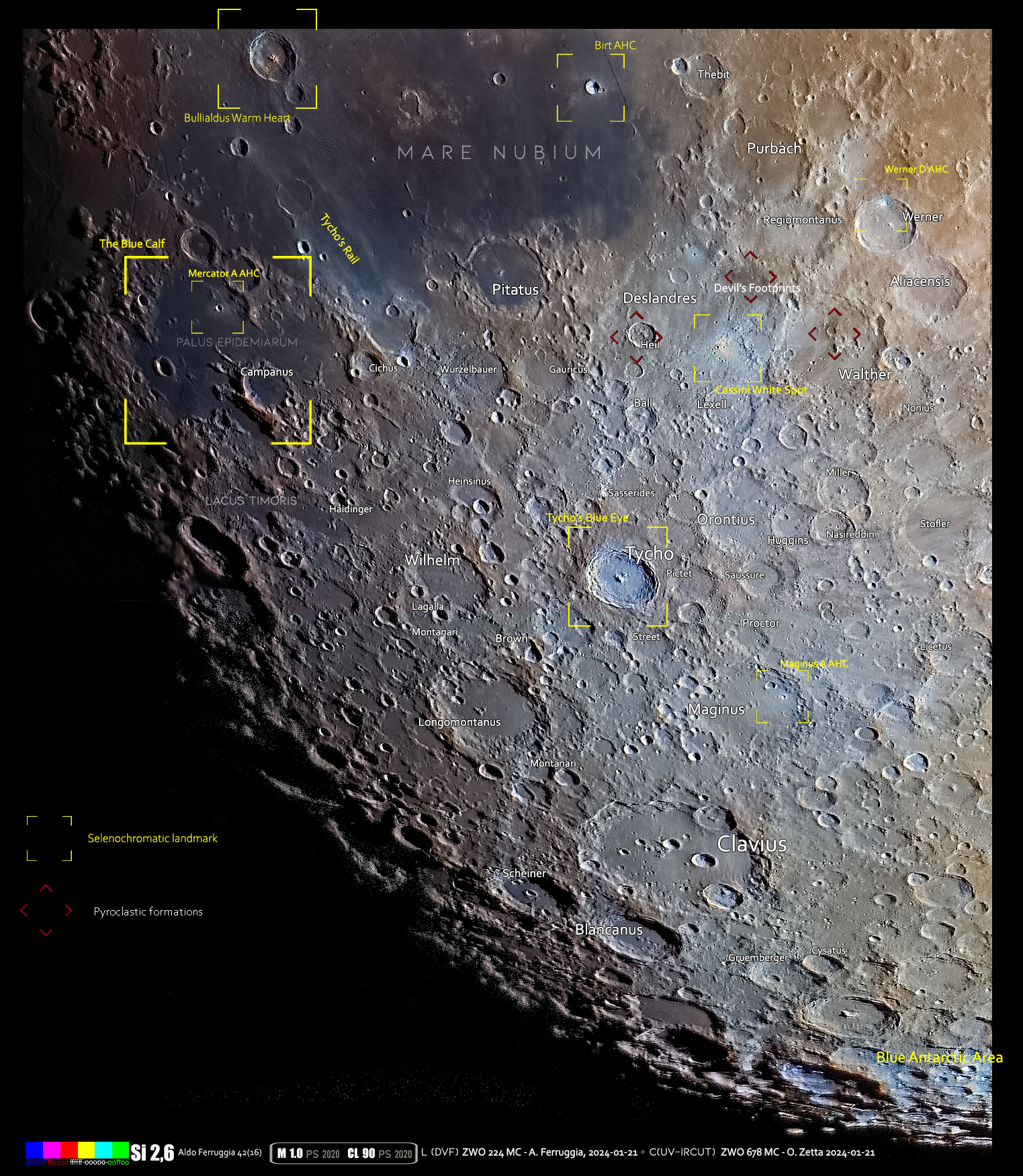
Área del cráter en formato selenocromático

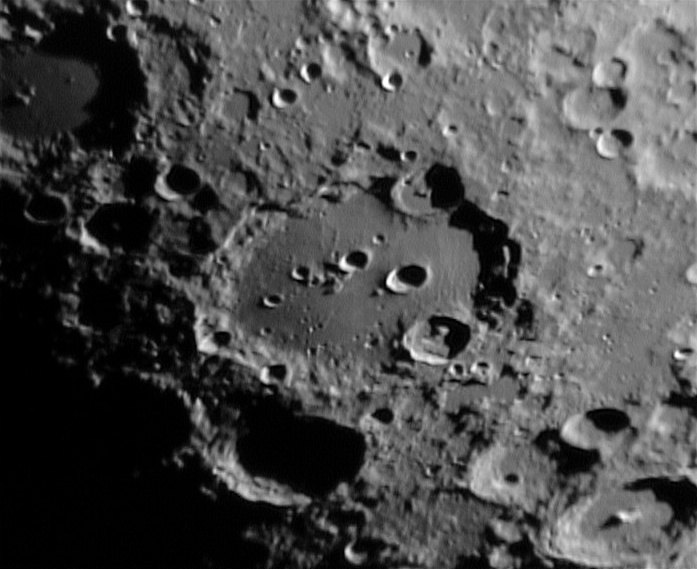
Vista de Clavius desde la Tierra

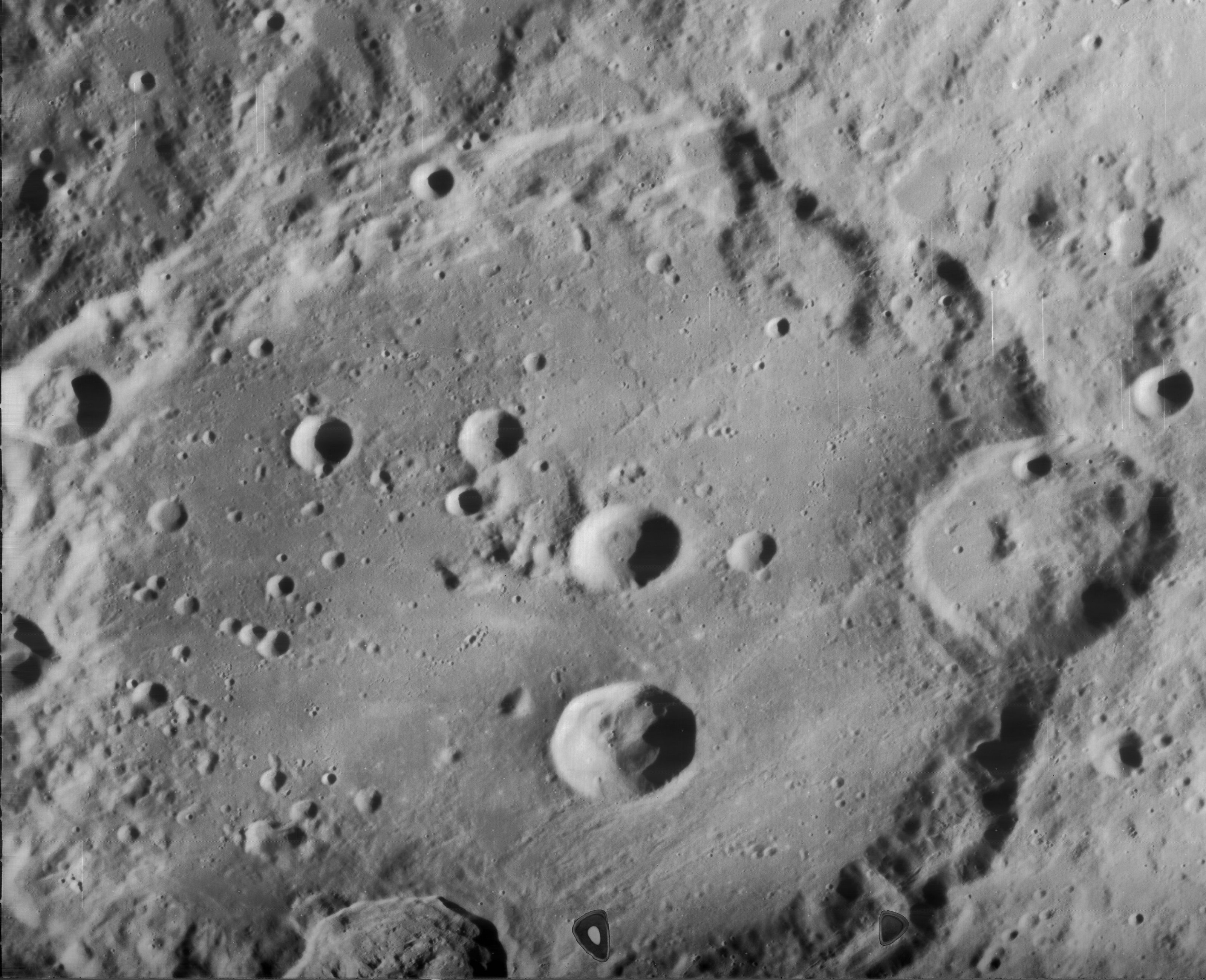
Fotografía de la misión Lunar Orbiter 4 (1967)

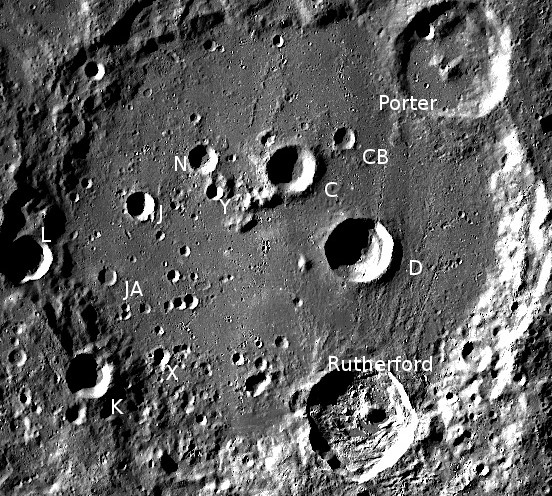
Fotografía de la misión Lunar Reconnaissance Orbiter

Clavius es uno de los cráteres de mayores dimensiones que posee la Luna, y por su tamaño es el tercer cráter más grande del lado visible de la misma. Se encuentra en las tierras altas rugosas del sur de la superficie lunar, al sur del prominente cráter Tycho. El cráter ha sido denominado en honor al sacerdote jesuita Christopher Clavius, un matemático y astrónomo alemán del siglo XVI.
| Debido a su ubicación próxima a la extremidad sur lunar, el cráter visto desde la Tierra aparece elongado por efecto del escorzo. Dado su gran tamaño, Clavius se puede detectar a simple vista, apareciendo como una muesca prominente en el terminador 1 o 2 días después de que la Luna alcanza la primera fase. El cráter es una de las formaciones más antiguas en la superficie lunar y es probable que se formase durante el Período Nectárico hace aproximadamente 4.000 millones de años. A pesar de su edad, el cráter está bastante bien conservado. Tiene una pared exterior relativamente baja en comparación con su tamaño, y está muy desgastado y picado de viruelas por cráteres posteriores. El brocal no sobresale de manera significativa del terreno circundante, haciendo de esta formación una "depresión entre paredes". La superficie interior del borde es montañosa, con numerosas muescas y anchura variable, apareciendo la parte más empinada en el extremo sur. El borde en su conjunto tiene un contorno ligeramente poligonal. El suelo del cráter forma una llanura convexa que está marcada por algunos impactos de cráteres interesantes. El más notable de ellos es una cadena de cráteres curvada que comienza con Rutherfurd en el sur, y continúa en sentido contrario al de las agujas del reloj formando una secuencia de diámetros cada vez más reducidos. De mayor a menor, estos cráteres se designan Clavius D, C, N, J, y JA. Esta secuencia de cráteres de tamaños decrecientes ha demostrado ser una herramienta útil para los astrónomos aficionados que quieran probar la resolución óptica de sus pequeños telescopios. El suelo del cráter conserva un remanente reducido de un macizo central, que se encuentra entre Clavius C y N. La suavidad relativa del suelo y el tamaño mínimo de los picos centrales puede indicar que la superficie del cráter se formó algún tiempo después del impacto inicial. Los cráteres cercanos notables incluyen a Scheiner hacia el oeste; a Blancanus hacia el suroeste; a Maginus en el noreste, y a Longomontanus al noroeste. El cráter Rutherfurd se encuentra en su totalidad dentro del borde del sudeste, mientras que Porter se superpone a la pared noreste. El cráter más pequeño Clavius L atraviesa el borde occidental, y Clavius K irrumpe a través del borde del lado oeste-suroeste. |

## Cráteres satélites
Por convención estos elementos son identificados en los mapas lunares poniendo la letra en el lado del punto medio del cráter que está más cerca de Clavius.
|         | \| Clavius \| Coordenadas \| Diámetro \| \| ------- \| ------------------------------ \| -------- \| \| C \| 57°42′S 14°12′O / -57.7, -14.2 \| 21 km \| \| D \| 58°48′S 12°24′O / -58.8, -12.4 \| 28 km \| \| E \| 51°30′S 12°36′O / -51.5, -12.6 \| 16 km \| \| F \| 55°24′S 21°54′O / -55.4, -21.9 \| 7 km \| \| G \| 52°00′S 13°54′O / -52.0, -13.9 \| 17 km \| \| H \| 51°54′S 15°48′O / -51.9, -15.8 \| 34 km \| \| J \| 58°06′S 18°06′O / -58.1, -18.1 \| 12 km \| \| K \| 60°24′S 19°48′O / -60.4, -19.8 \| 20 km \| \| L \| 58°42′S 21°12′O / -58.7, -21.2 \| 24 km \| \| M \| 54°48′S 11°54′O / -54.8, -11.9 \| 44 km \| \| N \| 57°30′S 16°30′O / -57.5, -16.5 \| 13 km \| \| O \| 56°48′S 16°24′O / -56.8, -16.4 \| 4 km \| \| P \| 57°00′S 7°42′O / -57.0, -7.7 \| 10 km \| \| R \| 53°06′S 15°24′O / -53.1, -15.4 \| 7 km \| \| T \| 60°24′S 14°54′O / -60.4, -14.9 \| 9 km \| \| W \| 55°48′S 16°00′O / -55.8, -16.0 \| 6 km \| \| X \| 60°00′S 17°36′O / -60.0, -17.6 \| 7 km \| \| Y \| 57°48′S 16°00′O / -57.8, -16.0 \| 7 km \| |          |
| Clavius | Coordenadas | Diámetro |
| C       | 57°42′S 14°12′O / -57.7, -14.2 | 21 km    |
| D       | 58°48′S 12°24′O / -58.8, -12.4 | 28 km    |
| E       | 51°30′S 12°36′O / -51.5, -12.6 | 16 km    |
| F       | 55°24′S 21°54′O / -55.4, -21.9 | 7 km     |
| G       | 52°00′S 13°54′O / -52.0, -13.9 | 17 km    |
| H       | 51°54′S 15°48′O / -51.9, -15.8 | 34 km    |
| J       | 58°06′S 18°06′O / -58.1, -18.1 | 12 km    |
| K       | 60°24′S 19°48′O / -60.4, -19.8 | 20 km    |
| L       | 58°42′S 21°12′O / -58.7, -21.2 | 24 km    |
| M       | 54°48′S 11°54′O / -54.8, -11.9 | 44 km    |
| N       | 57°30′S 16°30′O / -57.5, -16.5 | 13 km    |
| O       | 56°48′S 16°24′O / -56.8, -16.4 | 4 km     |
| P       | 57°00′S 7°42′O / -57.0, -7.7 | 10 km    |
| R       | 53°06′S 15°24′O / -53.1, -15.4 | 7 km     |
| T       | 60°24′S 14°54′O / -60.4, -14.9 | 9 km     |
| W       | 55°48′S 16°00′O / -55.8, -16.0 | 6 km     |
| X       | 60°00′S 17°36′O / -60.0, -17.6 | 7 km     |
| Y       | 57°48′S 16°00′O / -57.8, -16.0 | 7 km     |